# A890 road
Die A890 road ist eine A-Straße in der schottischen Council Area Highland. Sie ist Teil einer Verbindung von der schottischen Ostküste bei Inverness bis zur Einmündung in die A87 an der Westküste in der Nähe von Kyle of Lochalsh und der Isle of Skye. Gegenüber der südlicher, am Nordufer von Loch Ness verlaufenden Verbindung von Inverness nach Skye über die A82, A887 und A87 ist sie weniger stark befahren. Auf kurzen Strecken ist die A890 noch als einspurige Single track road ausgeführt.

## Verlauf
Die Straße zweigt in Achnasheen an einem Kreisverkehr von der A832 in Richtung Westen ab. Sie verläuft bis kurz vor Stromeferry weitgehend parallel zur Kyle of Lochalsh Line, der Bahnstrecke von Inverness nach Kyle of Lochalsh. Zunächst passiert die Straße Loch Gowan. Anschließend führt sie im Tal des River Carron nördlich parallel zur Bahn durch weitgehend unbewohnte Wald- und Heidelandschaft der Highlands, unterbrochen lediglich von ein paar kleinen Ansiedlungen wie Achnashellach und Balnacra bis an das östliche Ende von Loch Carron, einer Meeresbucht an der Westküste. Teile der Straße sind bei Achnashellach entlang von Loch Dùghaill als einspurige Single track road trassiert. Ursprünglich führte die A890 am Nordufer von Loch Carron durch die Ortschaft Lochcarron bis Stromemore. Von dort verband eine Autofähre über das an dieser Stelle etwa 700 m breite Loch die A890 mit Stromeferry an der Südküste. Anfang der 1970er Jahre wurde die A890 entlang des Südufers bis kurz vor Stromeferry neu trassiert und die Fährverbindung eingestellt. Seither zweigt die Straße kurz vor Lochcarron nach Süden ab. Der Abschnitt bis Lochcarron wurde der A896 zugeordnet, die von dort weiter auf die Halbinsel Applecross und nach Torridon führt.

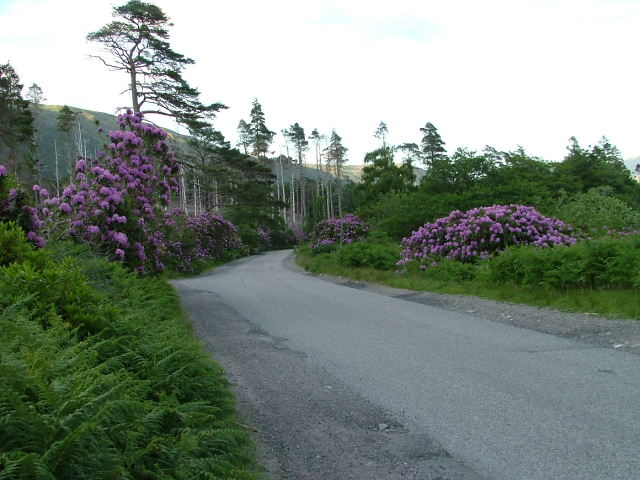
Einspuriger, von Rhododendronbüschen gesäumter Abschnitt bei Achnashellach

Kurz nach der Abzweigung von der A890 überquert die A896 den River Carron und kreuzt anschließend beim Bahnhof Strathcarron die Bahnstrecke. Das Südufer von Loch Carron ist eine felsige Steilküste mit sehr brüchigem Gestein. Der schmale Uferstreifen ist weitgehend durch die Bahnstrecke beansprucht. Die A890 musste daher abschnittsweise oberhalb der Steilküste trassiert werden, zwischen Strathcarron und Attadale besitzt sie erhebliche Steigungen. Im weiteren Verlauf führen Bahn und Straße gemeinsam am Ufer entlang. Dieser Abschnitt ist immer wieder durch Steinschlag und Erdrutsche gefährdet. Südlich von Attadale sind Bahn und Straße aus diesem Grund 1990 in eine Steinschlaggalerie verlegt worden. Dennoch musste die hier aus Platzgründen überwiegend einspurige Straße in den vergangenen Jahren wiederholt und teils für Monate aufgrund von Erdrutschen gesperrt werden, so etwa zu Weihnachten 2012. Ein Jahr zuvor war die A890 im Dezember 2011 nach einem Erdrutsch provisorisch über die Gleise der Bahnstrecke geführt worden. Die Gleiszwischenräume waren dazu mit Gummiplatten ausgelegt worden. Erst im April 2012 konnte die Straße wieder freigegeben werden. 
Etwa einen Kilometer vor dem Abzweig nach Stromeferry verlässt die A890 das Ufer und die parallele Bahnstrecke und führt unter Umgehung des Ortes Achmore auf einem in den letzten Jahren zweispurig ausgebauten und neutrassierten Abschnitt nach Süden. Bei der kleinen Ortschaft Auchtertyre an der Nordküste von Loch Alsh, etwa 10 Kilometer östlich von Kyle of Lochalsh und 7 Kilometer westlich von Dornie mündet die A890 in die A87.
Zwischen Achnasheen und dem Abzweig der A896 bei Strathcarron ist die A890 Teil der Ferienstraße North Coast 500.

## Planungen
Die wiederholten Unterbrechungen des Abschnitts von Strathcarron bis Stromeferry durch Erdrutsche und Steinschlag – alleine von 1990 bis 2012 gab es zehn längere Unterbrechungen mit bis zu vier Monaten Dauer – führten zu verschiedenen Planungen über mögliche Alternativrouten. Aufgrund des weitmaschigen Straßennetzes in den Highlands sind bei einer Sperrung der A890 sehr weite Umwege bis fast an die schottische Ostküste bei Beauly und Muir of Ord erforderlich, die die normalerweise 29 Kilometer lange Fahrt von Lochcarron nach Plockton, dem Standort der lokalen weiterführenden Schule, auf rund 225 Kilometer verlängern.
In der Diskussion sind verschiedene Lösungen. Eine Grundvariante sind eine Brücke oder ein Tunnel im Bereich der ehemaligen Fährverbindung über Loch Carron. Die zweite Planungsoption ist eine grundlegende Sanierung im derzeitigen Verlauf, entweder durch eine Stabilisierung des Steilhangs einschließlich Entfernung größerer Felsmassen oder die Verbreiterung des Uferstreifens durch Aufschüttung. Diskutiert wird als dritte Möglichkeit eine südlicher im Hinterland der Küste verlaufende Neutrassierung. Letztere Lösung wird vom Eigentümer der betroffenen Attadale Estate abgelehnt, der die Führung zudem nicht für wintertauglich hält. Die Kosten je nach Variante werden auf bis zu 115 Mio. Pfund Sterling geschätzt. Das Highland Council gab 2013 eine Studie in Auftrag, die die Probleme und Folgen der wiederholten Sperrungen sowie die möglichen Ausbauvarianten genauer untersuchen sollte. Bislang ist jedoch noch keine finanzierbare Lösung vorgelegt worden, das Highland Council hat daher die schottische Regierung um Unterstützung gebeten und die bisherigen Planungen in ihrem Umfang reduziert.